# Naevus

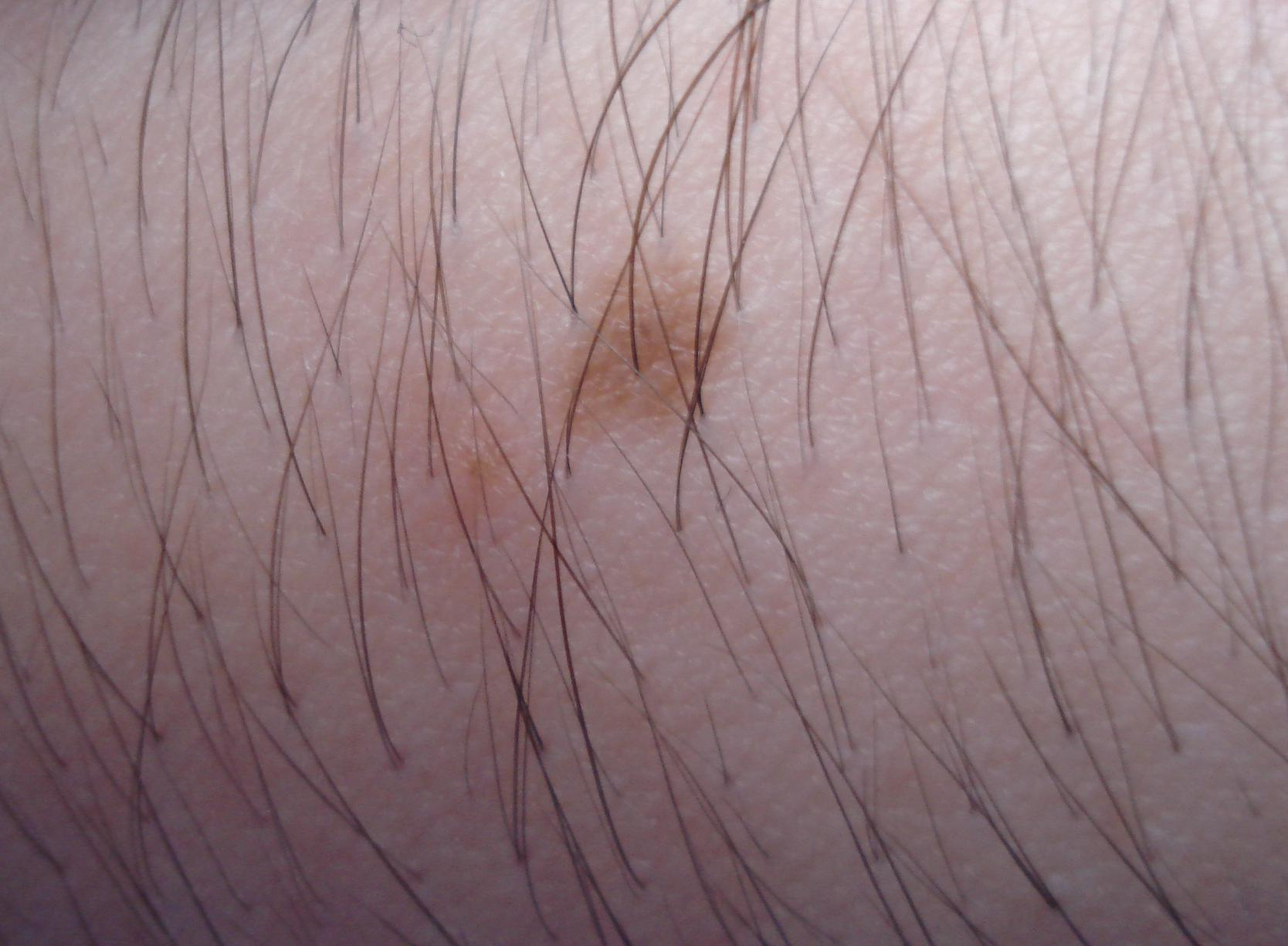
Födelsemärke.

Ett nevus (eller flera naevocellulära naevi), i vardagligt tal födelsemärke eller leverfläck, är en ansamling av hudens pigmenterade celler (melanocyter).
Födelsemärken kan vara platta, upphöjda eller delvis platta och delvis upphöjda. Utstående födelsemärken är godartade födelsemärken med kupolformad form och är väldigt vanliga. Platta födelsemärken är vanligtvis brunfärgade (pigmenterade) medan upphöjda födelsemärken kan vara både pigmenterade och hudfärgade.